# Lijst van voetbalinterlands Brazilië - Duitsland (vrouwen)
Deze lijst van voetbalinterlands is een overzicht van alle officiële voetbalinterlands tussen de nationale vrouwenteams van Brazilië en Duitsland. De landen hebben tot nu toe dertien keer tegen elkaar gespeeld.

## Wedstrijden
| №  | Plaats            | Datum             | Competitie             | Wedstrijd            | Uitslag |
| -- | ----------------- | ----------------- | ---------------------- | -------------------- | ------- |
| 1  | Karlstad          | 9 juni 1995       | WK 1995                | Brazilië − Duitsland | 1 − 6   |
| 2  | Birmingham        | 25 juli 1996      | Olympische Spelen 1996 | Brazilië − Duitsland | 1 − 1   |
| 3  | Washington D.C.   | 27 juni 1999      | WK 1999                | Duitsland − Brazilië | 3 − 3   |
| 4  | Canberra          | 16 september 2000 | Olympische Spelen 2000 | Duitsland − Brazilië | 2 − 1   |
| 5  | Sydney            | 28 september 2000 | Olympische Spelen 2000 | Duitsland − Brazilië | 2 − 0   |
| 6  | Shanghai          | 30 september 2007 | WK 2007                | Duitsland − Brazilië | 2 − 0   |
| 7  | Shenyang          | 6 augustus 2008   | Olympische Spelen 2008 | Duitsland − Brazilië | 0 − 0   |
| 8  | Shanghai          | 18 augustus 2008  | Olympische Spelen 2008 | Brazilië − Duitsland | 4 − 1   |
| 9  | Frankfurt am Main | 22 april 2009     | Vriendschappelijk      | Duitsland − Brazilië | 1 − 1   |
| 10 | Parchal           | 9 maart 2015      | Algarve Cup 2015       | Brazilië − Duitsland | 1 − 3   |
| 11 | Fürth             | 8 april 2015      | Vriendschappelijk      | Duitsland − Brazilië | 4 − 0   |
| 12 | Sandhausen        | 4 juli 2017       | Vriendschappelijk      | Duitsland − Brazilië | 3 − 1   |
| 13 | Neurenberg        | 11 april 2023     | Vriendschappelijk      | Duitsland − Brazilië | 1 − 2   |

## Samenvatting
| Competitie        | Totaal gespeeld | Winst Brazilië | Gelijk | Winst Duitsland | Doelsaldo Brazilië – Duitsland |
| ----------------- | --------------- | -------------- | ------ | --------------- | ------------------------------ |
| WK-eindronde      | 3               | 0              | 1      | 2               | 4 − 11                         |
| Olympische Spelen | 5               | 1              | 2      | 2               | 6 − 6                          |
| Algarve Cup       | 1               | 0              | 0      | 1               | 1 − 3                          |
| Vriendschappelijk | 4               | 1              | 1      | 2               | 4 − 9                          |
| Totaal            | 13              | 2              | 4      | 7               | 15 − 29                        |